# ويلي ريد (موسيقي)
ويلي ريد (بالإنجليزية: Wiley Reed)‏ هو موسيقي أسترالي وأمريكي، ولد في 5 يناير 1944 في جاكسونفيل في الولايات المتحدة، وتوفي في 7 أكتوبر 2012 في بريزبان في أستراليا.

## وصلات خارجية
- الموقع الرسمي
- ويلي ريد على موقع ميوزك برينز (الإنجليزية)